# Mitzpe Yair
Mitzpe Yair (en hebreo: מצפה יאיר) es un asentamiento israelí no autorizado en la Cisjordania ocupada (Palestina). Localizado a dos kilómetros al sureste de Susiya, se encuentra en la gobernación de Hebrón según el sistema administrativo palestino, y en el Consejo Regional de Har Hebron según el israelí. El asentamiento está formado por 15 estructuras prefabricadas y es el hogar de varias familias de colonos.

## Historia
El asentamiento de Mitzpe Yair fue fundado por el judío Meir Am-Shalem en octubre de 1998 y, según Gideon Levy, fue fundado como resultado de una operación de la política de la etiqueta de precios por parte de los colonos israelíes. El asentamiento inicialmente se estableció como una granja llamada Maguen David en venganza por el asesinato de un colono de Susya, el judío Yair Har-Sinai, en cuyo honor fue rebautizado posteriormente el asentamiento. 

## Estatus legal
Mitzpe Yair es un asentamiento ilegal no autorizado que la administración regional israelí considera como un puesto avanzado ilegal.
En 2007, la ONG pacifista Paz Ahora, reveló que un agente de policía residía allí, a pesar de su estatus ilegal. Al agente de policía se le ordenó evacuar su casa en julio de ese año.
La comunidad internacional considera que todos los asentamientos israelíes en la Cisjordania ocupada son ilegales según el derecho internacional, pero el gobierno israelí lo niega en lo que respecta a aquellos asentamientos que sí cuentan con una autorización estatal.
Un viñedo en un uadi, plantado en tierras palestinas de propiedad privada y dirigido por el judío Elad Movshoviz, produce 7000 botellas de vino al año. En 2012, había un caso judicial pendiente ante el Tribunal Superior de Justicia de Israel sobre la propiedad de la zona. 